# 高岡向陵高等学校
高岡向陵高等学校（たかおかこうりょうこうとうがっこう、英: Takaoka Koryo High School）は、富山県高岡市石瀬にある私立高等学校。設置者は学校法人荒井学園。
なお、青森県八戸市の向陵高等学校及び新潟県長岡市の新潟県立長岡向陵高等学校との関連はない。

## 設置学科
- 普通科
  - 未来アカデミアコース
  - 未来クエストコース
  - 未来デザインコース

## 主な学校行事
- 4月 - 入学式、部活動紹介、前期生徒総会、オリエンテーション
- 5月 - レクリエーション
- 6月 - 体育大会
- 7月 - 期末考査、校外学習、2年インターンシップ
- 8月 - 2年大学・専門学校訪問
- 9月 - 後期生徒総会、前期課題研究発表会、前期探究活動発表会
- 10月 - 文化祭
- 12月 - 期末考査、球技大会、校外学習、1年企業・上級学校訪問、2年修学旅行
- 1月 - 後期課題研究発表会、後期探究活動発表会
- 2月 - 学年末考査
- 3月 - 卒業式

なお、本校では中間考査は実施しない。

## 沿革
- 1962年（昭和37年）
  - 4月1日 - 学校法人荒井学園高岡東高等学校として、普通科、工業科（機械科・電気科・化学機械科・塗装科・工業デザイン科）の総合制男女共学高校として発足[1]。
  - 4月11日 - 旧高岡市役所を仮校舎として授業開始。
  - 5月10日 - 高岡市石瀬281-1番地に校舎第1期工事竣工、新校舎に移転。
  - 10月15日 - 校歌制定、国旗樹立。
- 1964年（昭和39年）
  - 3月15日 - 体育館完成。
  - 6月1日 - 蜂の巣型鉄筋4階建校舎完成。
- 1967年（昭和42年）1月8日 - 国旗掲揚塔完成。
- 1970年（昭和45年）11月7日 - 日本大学との教育協定によって、校名を高岡日本大学高等学校と改称。
- 1971年（昭和46年）11月19日 - 第1回桜樹祭実施。
- 1973年（昭和48年）4月 - 高岡日本大学高等学校魚津校舎（現・新川高等学校）開設。
- 1974年（昭和49年）10月12日 - 新館完成、特別教室・管理棟完成。
- 1976年（昭和51年）
  - 4月24日 - 生徒ホール・食堂完成。
  - 10月24日 - 荒井泰雄（理事長・校長）の銅像除幕式。
- 1978年（昭和53年）- 日本大学との付属校提携解除。
- 1980年（昭和55年）
  - 4月 - 魚津校舎、新川高等学校として独立。
  - 10月3日 - 新館鉄筋4階建校舎完成。
- 1981年（昭和56年）
  - 4月1日 - 校名を荒井学園高岡向陵高等学校と改称。
  - 6月27日 - 相撲場完成。
  - 9月23日 - 万葉歌碑除幕、大伴家持像建立。
  - 10月8日 - 新校旗樹立。
- 1982年（昭和57年）
  - 9月22日 - フォートウェーン市ノースサイド高校と姉妹校調印。
  - 11月12日 - 第2体育館完成。
- 1983年（昭和58年）4月20日 - 鉄筋3階建生徒寮完成。
- 1985年（昭和60年）
  - 3月11日 - 中国大連市第八中学と友好校締結。
  - 4月1日 - 情報コース設置。
  - 10月1日 - 新館4階建付設便所棟増築。
- 1990年（平成2年）10月6日 - 創立30周年記念事業桜樹会館・体育館増改築完成、校訓碑除幕。
- 1991年（平成3年）4月1日 - 国際、体育進学コース設置。
- 1992年（平成4年）
  - 6月10日 - 女子ハンドボールコート新設。
  - 7月15日 - 生徒寮増築完成。
- 1993年（平成5年）4月6日 - 相撲場増改築完成。
- 1994年（平成6年）8月31日 - 家庭科調理室完成。
- 1995年（平成7年）8月1日 - 全天候型走路完成。
- 1997年（平成9年）
  - 4月1日 - 普通コース設置（教養コース・進学コースの統合）、情報室・インターネット室完成。
  - 10月23日 - 創立35周年記念桜樹祭実施。
- 1998年（平成10年）
  - 7月2日 - 中国大連市大連第八中学と友好校締結再調印。
  - 10月13日 - フォートウェーン市ノースサイド高校と姉妹校締結再調印。
- 1999年（平成11年）4月1日 - 制服改定（2代目）。
- 2002年（平成14年）4月1日 - 普通科3コース（総合・情報科学・特別進学）に編成。
- 2003年（平成15年）8月31日 - 普通教室エアコン設置。
- 2004年（平成16年）3月31日 - 介護実習室完成。
- 2005年（平成17年）10月25日 - 第2グラウンド完成。
- 2006年（平成18年）4月1日 - 普通科3コース（総合・情報・特別進学）に再編成。
- 2010年（平成22年）4月1日 - 普通科3コース（総合・進学・特別進学）に編成。
- 2011年（平成23年）12月1日 - 天文台完成。
- 2017年（平成29年）4月1日 - 普通科2コース（未来デザイン・文理探究）に編成。
- 2018年（平成30年）4月1日 - 文理探究コースを未来探究コースに改称。
- 2023年（令和5年）4月1日 - 普通科3コース（未来アカデミア・未来クエスト・未来デザイン）に再編成。

## 部活動
- 運動部 - 陸上、野球、バスケットボール（男・女）、ハンドボール（男・女）、レスリング、相撲、サッカー、バドミントン、剣道、卓球
- 文化部 - 華道、メディア広報、JRC（青少年赤十字）、ダンス、美術、書道、国際、eスポーツ、吹奏楽、理科、コミュニティビジネス、軽音楽同好会

## アクセス
- 富山地方鉄道バス（高岡線）「高岡自動車学校前」停留所 徒歩約8分
- JR西日本（氷見線）越中中川駅 自転車で約10分
- あいの風とやま鉄道線越中大門駅 自転車で約15分
- JR西日本（氷見線・城端線）・あいの風とやま鉄道高岡駅 自転車で約15分

## 主な卒業生
- 横嶋彩 - ハンドボール選手、日本代表
- 横嶋かおる - ハンドボール選手、元日本代表
- 金山桃歌 - ハンドボール選手
- 犀藤菜穂 - ハンドボール選手
- 横嶋遥 - ハンドボール選手
- 檜木祐穂 - ハンドボール選手
- 佐々木春乃 - ハンドボール選手、日本代表
- 北原佑美 - ハンドボール選手
- 吐合明文 - 大相撲力士
- タナベマサキ - ラジオパーソナリティ
- 谷井孝行 - 陸上競技選手（競歩）
- 井幡政等 - 長距離走選手
- 高原兄 - シンガーソングライター
- 三浦克也 - プロ野球選手

## その他
- 1992年から1999年までの制服は、ファッションデザイナーの山本寛斎のデザインであった。